# Работник (1911 – 1912)
„Работник“ е социалистически български вестник, излизал в Солун, Османската империя вероятно от 1911 година до 2 юли 1912 година.
| Годишнина | Броеве | Дата                |
| --------- | ------ | ------------------- |
| I         | 1 – 19 | 1911 ? – 2 юли 1912 |

Запазен е единствено 19 брой от 2 юли 1912 година с подзаглавие Защитник на работническите интереси в Отоманската империя. Излиза два пъти в месеца на 1 и 16 число. Отговорен редактор е П. Дърмов. Печата се в печатницата на Кирил Тенчов. „Работник“ е орган на Солунската работническа социалдемократическа федерация. Близък е до федералистите около Яне Сандански и Христо Чернопеев.